# Tour de Drenthe féminin 2023
La 16e édition du Tour de Drenthe féminin a lieu le 11 mars 2023. Elle fait partie de l'UCI World Tour féminin. Elle est remportée par la Néerlandaise Lorena Wiebes.

## Parcours
Le parcours débute à Emmen. Il emprunte ensuite les classiques secteurs forestiers pour se diriger vers Hoogeveen après avoir effectué une boucle autour d'Exloo. Le mont VAM est escaladé pour la première fois à soixante-douze kilomètres de la fin. Les coureuses font alors trois tours d'un circuit autour du mont avant de se diriger vers  Hoogeveen. Une fois ce détour par la ville effectué, le mont VAM est monté une ultime fois à 44,5 km de l'arrivée. Le parcours se dirige alors vers Hoogeveen avant d'effectuer une boucle au sud pour se conclure en ville.
Du fait des mauvaises conditions météorologiques, la distance de course est réduite de 152,7 à 94 km. Le mont VAM est monté six fois au lieu de trois, la dernière ascension est ainsi à 10 km de l'arrivée.

## Équipes
| UCI Women's WorldTeams (15)- Canyon-SRAM Racing - Team DSM - EF Education-TIBCO-SVB - FDJ-Suez - Fenix-Deceuninck - Human Powered Health - Israel-Premier Tech Roland - Team Jumbo-Visma - Liv Racing TeqFind - Movistar Team - SD Worx - Team Jayco AlUla - Trek-Segafredo - UAE Team ADQ - Uno-X Pro Cycling Team Équipes féminines continentales (6)- AG Insurance - Soudal Quick-Step Team - Bizkaia-Durango - Ceratizit-WNT Pro Cycling - GT Krush Rebellease - Parkhotel Valkenburg - Zaaf Cycling Team |
| |

## Favorites
Outre la vainqueur sortante Lorena Wiebes, les sprinteuses Elisa Balsamo et Marta Bastianelli font partie des favorites.

## Récit de la course
La météo est froide et de la neige est au bord des routes. Au bout de deux tours, une échappée de huit coureuses se forme. Il s'agit de : Lotta Henttala, Mischa Bredewold, Elise Uijen, Susanne Andersen, Karlijn Swinkels, Maëlle Grossetête, Elynor Bäckstedt et Marjolein van 't Geloof. Après la troisième ascension du VAM, Christina Schweinberger,  Anna Henderson, Femke Markus et Lonneke Uneken effectue la jonction. Le peloton est longtemps trente secondes derrière. UAE Team ADQ mène la poursuite. Un regroupement a lieu à trente-trois kilomètres de l'arrivée. Uneken tente de sortir tout comme Agnieszka Skalniak-Sójka sur des sections plus plates. Mischa Bredewold attaque dans la deuxième partie de l'ascension du mont VAM, mais on ne la laisse pas partir. Dans les derniers kilomètres, Grossetête puis Daniek Hengeveld et Amalie Lutro attaquent tour à tour, mais sans succès. La course se conclut au sprint. La SD Worx mène le peloton, mais c'est la UNO-X qui lance le sprint avec Maria Giulia Confalonieri. Lorena Wiebes remonte néanmoins rapidement et s'impose avec plusieurs vélos d'avance sur Susanne Andersen.

## Classements

### Classement final
| \| Classement général \| Classement général \| Classement général \| Classement général \| Classement général \| \| Coureuse \| Coureuse \| Pays \| Équipe \| Temps \| \| ------------------ \| ------------------------- \| ------------------ \| ------------------------------ \| ------------------ \| \| 1re \| Lorena Wiebes \| Pays-Bas \| SD Worx \| 2 h 29 min 13 s \| \| 2e \| Susanne Andersen \| Norvège \| Uno-X Pro Cycling Team \| + 0 s \| \| 3e \| Maike van der Duin \| Pays-Bas \| Canyon-SRAM Racing \| + 0 s \| \| 4e \| Elisa Balsamo \| Italie \| Trek-Segafredo \| + 0 s \| \| 5e \| Maria Giulia Confalonieri \| Italie \| Uno-X Pro Cycling Team \| + 0 s \| \| 6e \| Lotta Henttala \| Finlande \| AG Insurance-Soudal Quick-Step \| + 0 s \| \| 7e \| Vittoria Guazzini \| Italie \| FDJ-Suez \| + 0 s \| \| 8e \| Karlijn Swinkels \| Pays-Bas \| Team Jumbo-Visma \| + 0 s \| \| 9e \| Letizia Paternoster \| Italie \| Team Jayco AlUla \| + 0 s \| \| 10e \| Anna Henderson \| Royaume-Uni \| Team Jumbo-Visma \| + 0 s \| |                           |             |                                |                 |
| |                           |             |                                |                 |
| Source : ProCyclingStats |                           |             |                                |                 |
| Classement général |                           |             |                                |                 |
| Coureuse | Coureuse                  | Pays        | Équipe                         | Temps           |
| 1re | Lorena Wiebes             | Pays-Bas    | SD Worx                        | 2 h 29 min 13 s |
| 2e | Susanne Andersen          | Norvège     | Uno-X Pro Cycling Team         | + 0 s           |
| 3e | Maike van der Duin        | Pays-Bas    | Canyon-SRAM Racing             | + 0 s           |
| 4e | Elisa Balsamo             | Italie      | Trek-Segafredo                 | + 0 s           |
| 5e | Maria Giulia Confalonieri | Italie      | Uno-X Pro Cycling Team         | + 0 s           |
| 6e | Lotta Henttala            | Finlande    | AG Insurance-Soudal Quick-Step | + 0 s           |
| 7e | Vittoria Guazzini         | Italie      | FDJ-Suez                       | + 0 s           |
| 8e | Karlijn Swinkels          | Pays-Bas    | Team Jumbo-Visma               | + 0 s           |
| 9e | Letizia Paternoster       | Italie      | Team Jayco AlUla               | + 0 s           |
| 10e | Anna Henderson            | Royaume-Uni | Team Jumbo-Visma               | + 0 s           |

### UCI World Tour

#### Points attribués
| Position           | 1er | 2e  | 3e  | 4e  | 5e  | 6e  | 7e  | 8e  | 9e | 10e | 11e | 12e | 13e | 14e | 15e | 16e à 20e | 21e à 30e | 31e à 40e |
| Classement général | 400 | 320 | 260 | 220 | 180 | 140 | 120 | 100 | 80 | 68  | 56  | 48  | 40  | 32  | 28  | 24        | 16        | 8         |

| Classement par points | Classement par points | Classement par points | Classement par points  | Classement par points |
| Coureuse              | Coureuse              | Pays                  | Équipe                 | Points                |
| --------------------- | --------------------- | --------------------- | ---------------------- | --------------------- |
| 1re                   | Lorena Wiebes         | Pays-Bas              | SD Worx                | 848 pts               |
| 2e                    | Amanda Spratt         | Australie             | Trek-Segafredo         | 730 pts               |
| 3e                    | Lotte Kopecky         | Belgique              | SD Worx                | 720 pts               |
| 4e                    | Elisa Longo Borghini  | Italie                | Trek-Segafredo         | 536 pts               |
| 5e                    | Grace Brown           | Australie             | FDJ-Suez               | 534 pts               |
| 6e                    | Loes Adegeest         | Pays-Bas              | FDJ-Suez               | 464 pts               |
| 7e                    | Georgia Williams      | Nouvelle-Zélande      | EF Education-TIBCO-SVB | 430 pts               |
| 8e                    | Demi Vollering        | Pays-Bas              | SD Worx                | 424 pts               |
| 9e                    | Ruby Roseman-Gannon   | Australie             | Team Jayco AlUla       | 376 pts               |
| 10e                   | Danielle De Francesco | Australie             | Zaaf Cycling Team      | 370 pts               |

| Classement par points | Classement par points | Classement par points | Classement par points  | Classement par points |
| Coureuse              | Coureuse              | Pays                  | Équipe                 | Points                |
| --------------------- | --------------------- | --------------------- | ---------------------- | --------------------- |
| 1re                   | Lorena Wiebes         | Pays-Bas              | SD Worx                | 848 pts               |
| 2e                    | Amanda Spratt         | Australie             | Trek-Segafredo         | 730 pts               |
| 3e                    | Lotte Kopecky         | Belgique              | SD Worx                | 720 pts               |
| 4e                    | Elisa Longo Borghini  | Italie                | Trek-Segafredo         | 536 pts               |
| 5e                    | Grace Brown           | Australie             | FDJ-Suez               | 534 pts               |
| 6e                    | Loes Adegeest         | Pays-Bas              | FDJ-Suez               | 464 pts               |
| 7e                    | Georgia Williams      | Nouvelle-Zélande      | EF Education-TIBCO-SVB | 430 pts               |
| 8e                    | Demi Vollering        | Pays-Bas              | SD Worx                | 424 pts               |
| 9e                    | Ruby Roseman-Gannon   | Australie             | Team Jayco AlUla       | 376 pts               |
| 10e                   | Danielle De Francesco | Australie             | Zaaf Cycling Team      | 370 pts               |

| Classement du meilleur jeune | Classement du meilleur jeune | Classement du meilleur jeune | Classement du meilleur jeune | Classement du meilleur jeune |
| Coureuse                     | Coureuse                     | Pays                         | Équipe                       | Points                       |
| ---------------------------- | ---------------------------- | ---------------------------- | ---------------------------- | ---------------------------- |
| 1re                          | Maike van der Duin           | Pays-Bas                     | Canyon-SRAM Racing           | 10 pts                       |
| 2e                           | Henrietta Christie           | Nouvelle-Zélande             | Human Powered Health         | 10 pts                       |
| 3e                           | Anna Shackley                | Royaume-Uni                  | SD Worx                      | 8 pts                        |

| Classement du meilleur jeune | Classement du meilleur jeune | Classement du meilleur jeune | Classement du meilleur jeune | Classement du meilleur jeune |
| Coureuse                     | Coureuse                     | Pays                         | Équipe                       | Points                       |
| ---------------------------- | ---------------------------- | ---------------------------- | ---------------------------- | ---------------------------- |
| 1re                          | Maike van der Duin           | Pays-Bas                     | Canyon-SRAM Racing           | 10 pts                       |
| 2e                           | Henrietta Christie           | Nouvelle-Zélande             | Human Powered Health         | 10 pts                       |
| 3e                           | Anna Shackley                | Royaume-Uni                  | SD Worx                      | 8 pts                        |

| Classement par équipes aux points | Classement par équipes aux points | Classement par équipes aux points | Classement par équipes aux points |
| Équipe                            | Équipe                            | Pays                              | Points                            |
| --------------------------------- | --------------------------------- | --------------------------------- | --------------------------------- |
| 1re                               | SD Worx                           | Pays-Bas                          | 2399 pts                          |
| 2e                                | Trek-Segafredo                    | États-Unis                        | 2012 pts                          |
| 3e                                | FDJ-Suez                          | France                            | 1585 pts                          |
| 4e                                | Team Jayco AlUla                  | Australie                         | 1066 pts                          |
| 5e                                | UAE Team ADQ                      | Émirats arabes unis               | 992 pts                           |
| 6e                                | Canyon-SRAM Racing                | Allemagne                         | 986 pts                           |
| 7e                                | EF Education-TIBCO-SVB            | États-Unis                        | 856 pts                           |
| 8e                                | Human Powered Health              | États-Unis                        | 816 pts                           |
| 9e                                | Uno-X Pro Cycling Team            | Norvège                           | 763 pts                           |
| 10e                               | Movistar Team                     | Espagne                           | 709 pts                           |

| Classement par équipes aux points | Classement par équipes aux points | Classement par équipes aux points | Classement par équipes aux points |
| Équipe                            | Équipe                            | Pays                              | Points                            |
| --------------------------------- | --------------------------------- | --------------------------------- | --------------------------------- |
| 1re                               | SD Worx                           | Pays-Bas                          | 2399 pts                          |
| 2e                                | Trek-Segafredo                    | États-Unis                        | 2012 pts                          |
| 3e                                | FDJ-Suez                          | France                            | 1585 pts                          |
| 4e                                | Team Jayco AlUla                  | Australie                         | 1066 pts                          |
| 5e                                | UAE Team ADQ                      | Émirats arabes unis               | 992 pts                           |
| 6e                                | Canyon-SRAM Racing                | Allemagne                         | 986 pts                           |
| 7e                                | EF Education-TIBCO-SVB            | États-Unis                        | 856 pts                           |
| 8e                                | Human Powered Health              | États-Unis                        | 816 pts                           |
| 9e                                | Uno-X Pro Cycling Team            | Norvège                           | 763 pts                           |
| 10e                               | Movistar Team                     | Espagne                           | 709 pts                           |

## Liste des participantes
| Légende | Légende                                                                    | Légende | Légende                                                    |
| ------- | -------------------------------------------------------------------------- | ------- | ---------------------------------------------------------- |
| Num     | Dossard de départ porté par le coureur sur ce Tour de Drenthe              | Pos     | Position à l'arrivée de la course                          |
|         | Indique un maillot de champion national ou mondial, suivi de sa spécialité | NP      | Indique un coureur qui n'a pas pris le départ de la course |
| AB      | Indique un coureur qui n'a pas terminé la course                           | HD      | Indique un coureur qui a terminé la course hors des délais |

| SD Worx SDW | SD Worx SDW                     | SD Worx SDW |
| ----------- | ------------------------------- | ----------- |
| Num         | Coureuse                        | Pos         |
| 1           | Lorena Wiebes (NED) (route)     | 1re         |
| 2           | Mischa Bredewold (NED)          | 38e         |
| 3           | Elena Cecchini (ITA)            | AB          |
| 4           | Christine Majerus (LUX) (route) | 15e         |
| 5           | Femke Markus (NED)              | 29e         |
| 6           | Lonneke Uneken (NED)            | 11e         |

| Canyon-SRAM Racing CSR | Canyon-SRAM Racing CSR         | Canyon-SRAM Racing CSR |
| ---------------------- | ------------------------------ | ---------------------- |
| Num                    | Coureuse                       | Pos                    |
| 11                     | Shari Bossuyt (BEL)            | AB                     |
| 12                     | Alex Morrice (GBR)             | AB                     |
| 13                     | Sarah Roy (AUS)                | 33e                    |
| 14                     | Agnieszka Skalniak-Sójka (POL) | 27e                    |
| 15                     | Alice Towers (GBR) (route)     | AB                     |
| 16                     | Maike van der Duin (NED)       | 3e                     |

| EF Education-TIBCO-SVB TIB | EF Education-TIBCO-SVB TIB | EF Education-TIBCO-SVB TIB |
| -------------------------- | -------------------------- | -------------------------- |
| Num                        | Coureuse                   | Pos                        |
| 21                         | Zoe Bäckstedt (GBR)        | AB                         |
| 22                         | Letizia Borghesi (ITA)     | 18e                        |
| 24                         | Alison Jackson (CAN)       | AB                         |
| 25                         | Sara Poidevin (CAN)        | 64e                        |
| 26                         | Lauren Stephens (USA)      | NP                         |

| FDJ-Suez FST | FDJ-Suez FST            | FDJ-Suez FST |
| ------------ | ----------------------- | ------------ |
| Num          | Coureuse                | Pos          |
| 31           | Loes Adegeest (NED)     | 53e          |
| 32           | Stine Borgli (NOR)      | AB           |
| 33           | Emilia Fahlin (SWE)     | AB           |
| 34           | Maëlle Grossetête (FRA) | 12e          |
| 35           | Vittoria Guazzini (ITA) | 7e           |
| 36           | Gladys Verhulst (FRA)   | AB           |

| Fenix-Deceuninck FED | Fenix-Deceuninck FED                  | Fenix-Deceuninck FED |
| -------------------- | ------------------------------------- | -------------------- |
| Num                  | Coureuse                              | Pos                  |
| 41                   | Evy Kuijpers (NED)                    | 41e                  |
| 42                   | Julie De Wilde (BEL)                  | 13e                  |
| 43                   | Maria Martins (POR)                   | AB                   |
| 44                   | Carina Schrempf (AUT)                 | AB                   |
| 45                   | Christina Schweinberger (AUT) (route) | 39e                  |
| 46                   | Cecilia van Zuthem (NED)              | 35e                  |

| Human Powered Health HPW | Human Powered Health HPW      | Human Powered Health HPW |
| ------------------------ | ----------------------------- | ------------------------ |
| Num                      | Coureuse                      | Pos                      |
| 51                       | Alice Barnes (GBR)            | AB                       |
| 52                       | Nina Buysman (NED)            | 28e                      |
| 53                       | Daria Pikulik (POL)           | AB                       |
| 54                       | Marjolein van 't Geloof (NED) | 51e                      |
| 55                       | Jesse Vandenbulcke (BEL)      | AB                       |
| 56                       | Lily Williams (USA)           | 26e                      |

| Israel-Premier Tech Roland CGS | Israel-Premier Tech Roland CGS | Israel-Premier Tech Roland CGS |
| ------------------------------ | ------------------------------ | ------------------------------ |
| Num                            | Coureuse                       | Pos                            |
| 61                             | Hannah Buch (GER)              | 61e                            |
| 62                             | Sofia Collinelli (ITA)         | AB                             |
| 63                             | Fien Delbaere (BEL)            | 66e                            |
| 64                             | Nathalie Eklund (SWE)          | AB                             |
| 65                             | Nguyễn Thị Thật (VIE) (route)  | 34e                            |
| 66                             | Lara Vieceli (ITA)             | AB                             |

| Liv Racing TeqFind LIV | Liv Racing TeqFind LIV | Liv Racing TeqFind LIV |
| ---------------------- | ---------------------- | ---------------------- |
| Num                    | Coureuse               | Pos                    |
| 71                     | Rachele Barbieri (ITA) | 67e                    |
| 72                     | Eva Buurman (NED)      | 74e                    |
| 73                     | Thalita de Jong (NED)  | 68e                    |
| 74                     | Valerie Demey (BEL)    | 19e                    |
| 75                     | Katia Ragusa (ITA)     | 56e                    |
| 76                     | Silke Smulders (NED)   | AB                     |

| Movistar Team MOV | Movistar Team MOV      | Movistar Team MOV |
| ----------------- | ---------------------- | ----------------- |
| Num               | Coureuse               | Pos               |
| 81                | Aude Biannic (FRA)     | AB                |
| 82                | Sara Martín (ESP)      | AB                |
| 83                | Alicia González (ESP)  | AB                |
| 84                | Sheyla Gutiérrez (ESP) | 65e               |
| 85                | Lourdes Oyarbide (ESP) | 63e               |
| 86                | Gloria Rodríguez (ESP) | 71e               |

| Team DSM DSM | Team DSM DSM           | Team DSM DSM |
| ------------ | ---------------------- | ------------ |
| Num          | Coureuse               | Pos          |
| 91           | Léa Curinier (FRA)     | AB           |
| 92           | Pfeiffer Georgi (GBR)  | AB           |
| 93           | Daniek Hengeveld (NED) | 37e          |
| 94           | Franziska Koch (GER)   | 73e          |
| 95           | Elise Uijen (NED)      | 23e          |
| 96           | Maeve Plouffe (AUS)    | 70e          |

| Team Jayco AlUla BEX | Team Jayco AlUla BEX      | Team Jayco AlUla BEX |
| -------------------- | ------------------------- | -------------------- |
| Num                  | Coureuse                  | Pos                  |
| 101                  | Ingvild Gåskjenn (NOR)    | 32e                  |
| 102                  | Wei Shi Chelsie Tan (SGP) | AB                   |
| 104                  | Nina Kessler (NED)        | 46e                  |
| 105                  | Amber Pate (AUS)          | 49e                  |
| 106                  | Letizia Paternoster (ITA) | 9e                   |

| Team Jumbo-Visma TJV | Team Jumbo-Visma TJV          | Team Jumbo-Visma TJV |
| -------------------- | ----------------------------- | -------------------- |
| Num                  | Coureuse                      | Pos                  |
| 111                  | Teuntje Beekhuis (NED)        | AB                   |
| 112                  | Anna Henderson (GBR)          | 10e                  |
| 113                  | Riejanne Markus (NED) (route) | 69e                  |
| 114                  | Coryn Labecki (USA)           | 54e                  |
| 115                  | Noemi Rüegg (SUI)             | 25e                  |
| 116                  | Karlijn Swinkels (NED)        | 8e                   |

| Trek-Segafredo TFS | Trek-Segafredo TFS           | Trek-Segafredo TFS |
| ------------------ | ---------------------------- | ------------------ |
| Num                | Coureuse                     | Pos                |
| 121                | Elynor Bäckstedt (GBR)       | 48e                |
| 122                | Elisa Balsamo (ITA) (route)  | 4e                 |
| 123                | Brodie Chapman (AUS) (route) | AB                 |
| 124                | Lauretta Hanson (AUS)        | 22e                |
| 125                | Tayler Wiles (USA)           | AB                 |
| 126                | Ilaria Sanguineti (ITA)      | 16e                |

| UAE Team ADQ UAD | UAE Team ADQ UAD            | UAE Team ADQ UAD |
| ---------------- | --------------------------- | ---------------- |
| Num              | Coureuse                    | Pos              |
| 131              | Marta Bastianelli (ITA)     | 45e              |
| 132              | Sofia Bertizzolo (ITA)      | AB               |
| 133              | Eugenia Bujak (SLO) (route) | 31e              |
| 134              | Chiara Consonni (ITA)       | 20e              |
| 135              | Eleonora Gasparrini (ITA)   | 50e              |
| 136              | Laura Tomasi (ITA)          | AB               |

| Uno-X Pro Cycling Team UXT | Uno-X Pro Cycling Team UXT      | Uno-X Pro Cycling Team UXT |
| -------------------------- | ------------------------------- | -------------------------- |
| Num                        | Coureuse                        | Pos                        |
| 141                        | Susanne Andersen (NOR)          | 2e                         |
| 142                        | Maria Giulia Confalonieri (ITA) | 5e                         |
| 143                        | Amalie Dideriksen (DEN)         | 47e                        |
| 144                        | Anouska Koster (NED)            | 55e                        |
| 145                        | Julie Norman Leth (DEN)         | AB                         |
| 146                        | Amalie Lutro (NOR)              | 42e                        |

| AG Insurance-Soudal Quick-Step AGS | AG Insurance-Soudal Quick-Step AGS | AG Insurance-Soudal Quick-Step AGS |
| ---------------------------------- | ---------------------------------- | ---------------------------------- |
| Num                                | Coureuse                           | Pos                                |
| 151                                | Maaike Boogaard (NED)              | AB                                 |
| 152                                | Julia Borgström (SWE)              | 36e                                |
| 153                                | Lotta Henttala (FIN)               | 6e                                 |
| 154                                | Romy Kasper (GER)                  | AB                                 |
| 155                                | Ilse Pluimers (NED)                | AB                                 |
| 156                                | Maud Rijnbeek (NED)                | 30e                                |

| Bizkaia-Durango BDP | Bizkaia-Durango BDP         | Bizkaia-Durango BDP |
| ------------------- | --------------------------- | ------------------- |
| Num                 | Coureuse                    | Pos                 |
| 161                 | Carolina Esteban (ESP)      |                     |
| 162                 | Beatriz Pereira (POR)       | AB                  |
| 163                 | Ana Vitória Magalhães (BRA) | AB                  |
| 164                 | Eukene Larrarte (ESP)       | AB                  |
| 165                 | Sofía Rodríguez (ESP)       | AB                  |
| 166                 | Catalina Soto (CHI) (route) | AB                  |

| Ceratizit-WNT Pro Cycling WNT | Ceratizit-WNT Pro Cycling WNT | Ceratizit-WNT Pro Cycling WNT |
| ----------------------------- | ----------------------------- | ----------------------------- |
| Num                           | Coureuse                      | Pos                           |
| 171                           | Sandra Alonso (ESP)           | AB                            |
| 172                           | Kathrin Schweinberger (AUT)   | AB                            |
| 173                           | Arianna Fidanza (ITA)         | 14e                           |
| 174                           | Marta Lach (POL)              | 17e                           |
| 175                           | Martina Fidanza (ITA)         | AB                            |
| 176                           | Lea Lin Teutenberg (GER)      | 43e                           |

| GT Krush Rebellease BPC | GT Krush Rebellease BPC      | GT Krush Rebellease BPC |
| ----------------------- | ---------------------------- | ----------------------- |
| Num                     | Coureuse                     | Pos                     |
| 181                     | Britt de Grave (NED)         | AB                      |
| 182                     | Clara Lundmark (SWE)         | 24e                     |
| 183                     | Anneke Dijkstra (NED)        | 21e                     |
| 184                     | Anniek Mos (NED)             | 58e                     |
| 185                     | Meike Uiterwijk Winkel (NED) | AB                      |
| 186                     | Lieke van Zeelst (NED)       | 57e                     |

| Parkhotel Valkenburg PHV | Parkhotel Valkenburg PHV   | Parkhotel Valkenburg PHV |
| ------------------------ | -------------------------- | ------------------------ |
| Num                      | Coureuse                   | Pos                      |
| 191                      | Pien Limpens (NED)         | 72e                      |
| 192                      | Lieke Nooijen (NED)        | 59e                      |
| 193                      | Rosalie Van der Wolf (NED) | 60e                      |
| 194                      | Kirstie van Haaften (NED)  | AB                       |
| 195                      | Sofie van Rooijen (NED)    | 52e                      |
| 196                      | Marith Vanhove (BEL)       | 40e                      |

| Zaaf Cycling Team ZAF | Zaaf Cycling Team ZAF             | Zaaf Cycling Team ZAF |
| --------------------- | --------------------------------- | --------------------- |
| Num                   | Coureuse                          | Pos                   |
| 201                   | Heidi Franz (USA)                 | 62e                   |
| 202                   | Audrey Cordon-Ragot (FRA) (route) | AB                    |
| 203                   | Elizabeth Stannard (AUS)          | 44e                   |
| 205                   | Mareille Meijering (NED)          | AB                    |
| 206                   | Emanuela Zanetti (ITA)            | AB                    |

| SD Worx SDW | SD Worx SDW                     | SD Worx SDW |
| ----------- | ------------------------------- | ----------- |
| Num         | Coureuse                        | Pos         |
| 1           | Lorena Wiebes (NED) (route)     | 1re         |
| 2           | Mischa Bredewold (NED)          | 38e         |
| 3           | Elena Cecchini (ITA)            | AB          |
| 4           | Christine Majerus (LUX) (route) | 15e         |
| 5           | Femke Markus (NED)              | 29e         |
| 6           | Lonneke Uneken (NED)            | 11e         |

| Canyon-SRAM Racing CSR | Canyon-SRAM Racing CSR         | Canyon-SRAM Racing CSR |
| ---------------------- | ------------------------------ | ---------------------- |
| Num                    | Coureuse                       | Pos                    |
| 11                     | Shari Bossuyt (BEL)            | AB                     |
| 12                     | Alex Morrice (GBR)             | AB                     |
| 13                     | Sarah Roy (AUS)                | 33e                    |
| 14                     | Agnieszka Skalniak-Sójka (POL) | 27e                    |
| 15                     | Alice Towers (GBR) (route)     | AB                     |
| 16                     | Maike van der Duin (NED)       | 3e                     |

| EF Education-TIBCO-SVB TIB | EF Education-TIBCO-SVB TIB | EF Education-TIBCO-SVB TIB |
| -------------------------- | -------------------------- | -------------------------- |
| Num                        | Coureuse                   | Pos                        |
| 21                         | Zoe Bäckstedt (GBR)        | AB                         |
| 22                         | Letizia Borghesi (ITA)     | 18e                        |
| 24                         | Alison Jackson (CAN)       | AB                         |
| 25                         | Sara Poidevin (CAN)        | 64e                        |
| 26                         | Lauren Stephens (USA)      | NP                         |

| FDJ-Suez FST | FDJ-Suez FST            | FDJ-Suez FST |
| ------------ | ----------------------- | ------------ |
| Num          | Coureuse                | Pos          |
| 31           | Loes Adegeest (NED)     | 53e          |
| 32           | Stine Borgli (NOR)      | AB           |
| 33           | Emilia Fahlin (SWE)     | AB           |
| 34           | Maëlle Grossetête (FRA) | 12e          |
| 35           | Vittoria Guazzini (ITA) | 7e           |
| 36           | Gladys Verhulst (FRA)   | AB           |

| Fenix-Deceuninck FED | Fenix-Deceuninck FED                  | Fenix-Deceuninck FED |
| -------------------- | ------------------------------------- | -------------------- |
| Num                  | Coureuse                              | Pos                  |
| 41                   | Evy Kuijpers (NED)                    | 41e                  |
| 42                   | Julie De Wilde (BEL)                  | 13e                  |
| 43                   | Maria Martins (POR)                   | AB                   |
| 44                   | Carina Schrempf (AUT)                 | AB                   |
| 45                   | Christina Schweinberger (AUT) (route) | 39e                  |
| 46                   | Cecilia van Zuthem (NED)              | 35e                  |

| Human Powered Health HPW | Human Powered Health HPW      | Human Powered Health HPW |
| ------------------------ | ----------------------------- | ------------------------ |
| Num                      | Coureuse                      | Pos                      |
| 51                       | Alice Barnes (GBR)            | AB                       |
| 52                       | Nina Buysman (NED)            | 28e                      |
| 53                       | Daria Pikulik (POL)           | AB                       |
| 54                       | Marjolein van 't Geloof (NED) | 51e                      |
| 55                       | Jesse Vandenbulcke (BEL)      | AB                       |
| 56                       | Lily Williams (USA)           | 26e                      |

| Israel-Premier Tech Roland CGS | Israel-Premier Tech Roland CGS | Israel-Premier Tech Roland CGS |
| ------------------------------ | ------------------------------ | ------------------------------ |
| Num                            | Coureuse                       | Pos                            |
| 61                             | Hannah Buch (GER)              | 61e                            |
| 62                             | Sofia Collinelli (ITA)         | AB                             |
| 63                             | Fien Delbaere (BEL)            | 66e                            |
| 64                             | Nathalie Eklund (SWE)          | AB                             |
| 65                             | Nguyễn Thị Thật (VIE) (route)  | 34e                            |
| 66                             | Lara Vieceli (ITA)             | AB                             |

| Liv Racing TeqFind LIV | Liv Racing TeqFind LIV | Liv Racing TeqFind LIV |
| ---------------------- | ---------------------- | ---------------------- |
| Num                    | Coureuse               | Pos                    |
| 71                     | Rachele Barbieri (ITA) | 67e                    |
| 72                     | Eva Buurman (NED)      | 74e                    |
| 73                     | Thalita de Jong (NED)  | 68e                    |
| 74                     | Valerie Demey (BEL)    | 19e                    |
| 75                     | Katia Ragusa (ITA)     | 56e                    |
| 76                     | Silke Smulders (NED)   | AB                     |

| Movistar Team MOV | Movistar Team MOV      | Movistar Team MOV |
| ----------------- | ---------------------- | ----------------- |
| Num               | Coureuse               | Pos               |
| 81                | Aude Biannic (FRA)     | AB                |
| 82                | Sara Martín (ESP)      | AB                |
| 83                | Alicia González (ESP)  | AB                |
| 84                | Sheyla Gutiérrez (ESP) | 65e               |
| 85                | Lourdes Oyarbide (ESP) | 63e               |
| 86                | Gloria Rodríguez (ESP) | 71e               |

| Team DSM DSM | Team DSM DSM           | Team DSM DSM |
| ------------ | ---------------------- | ------------ |
| Num          | Coureuse               | Pos          |
| 91           | Léa Curinier (FRA)     | AB           |
| 92           | Pfeiffer Georgi (GBR)  | AB           |
| 93           | Daniek Hengeveld (NED) | 37e          |
| 94           | Franziska Koch (GER)   | 73e          |
| 95           | Elise Uijen (NED)      | 23e          |
| 96           | Maeve Plouffe (AUS)    | 70e          |

| Team Jayco AlUla BEX | Team Jayco AlUla BEX      | Team Jayco AlUla BEX |
| -------------------- | ------------------------- | -------------------- |
| Num                  | Coureuse                  | Pos                  |
| 101                  | Ingvild Gåskjenn (NOR)    | 32e                  |
| 102                  | Wei Shi Chelsie Tan (SGP) | AB                   |
| 104                  | Nina Kessler (NED)        | 46e                  |
| 105                  | Amber Pate (AUS)          | 49e                  |
| 106                  | Letizia Paternoster (ITA) | 9e                   |

| Team Jumbo-Visma TJV | Team Jumbo-Visma TJV          | Team Jumbo-Visma TJV |
| -------------------- | ----------------------------- | -------------------- |
| Num                  | Coureuse                      | Pos                  |
| 111                  | Teuntje Beekhuis (NED)        | AB                   |
| 112                  | Anna Henderson (GBR)          | 10e                  |
| 113                  | Riejanne Markus (NED) (route) | 69e                  |
| 114                  | Coryn Labecki (USA)           | 54e                  |
| 115                  | Noemi Rüegg (SUI)             | 25e                  |
| 116                  | Karlijn Swinkels (NED)        | 8e                   |

| Trek-Segafredo TFS | Trek-Segafredo TFS           | Trek-Segafredo TFS |
| ------------------ | ---------------------------- | ------------------ |
| Num                | Coureuse                     | Pos                |
| 121                | Elynor Bäckstedt (GBR)       | 48e                |
| 122                | Elisa Balsamo (ITA) (route)  | 4e                 |
| 123                | Brodie Chapman (AUS) (route) | AB                 |
| 124                | Lauretta Hanson (AUS)        | 22e                |
| 125                | Tayler Wiles (USA)           | AB                 |
| 126                | Ilaria Sanguineti (ITA)      | 16e                |

| UAE Team ADQ UAD | UAE Team ADQ UAD            | UAE Team ADQ UAD |
| ---------------- | --------------------------- | ---------------- |
| Num              | Coureuse                    | Pos              |
| 131              | Marta Bastianelli (ITA)     | 45e              |
| 132              | Sofia Bertizzolo (ITA)      | AB               |
| 133              | Eugenia Bujak (SLO) (route) | 31e              |
| 134              | Chiara Consonni (ITA)       | 20e              |
| 135              | Eleonora Gasparrini (ITA)   | 50e              |
| 136              | Laura Tomasi (ITA)          | AB               |

| Uno-X Pro Cycling Team UXT | Uno-X Pro Cycling Team UXT      | Uno-X Pro Cycling Team UXT |
| -------------------------- | ------------------------------- | -------------------------- |
| Num                        | Coureuse                        | Pos                        |
| 141                        | Susanne Andersen (NOR)          | 2e                         |
| 142                        | Maria Giulia Confalonieri (ITA) | 5e                         |
| 143                        | Amalie Dideriksen (DEN)         | 47e                        |
| 144                        | Anouska Koster (NED)            | 55e                        |
| 145                        | Julie Norman Leth (DEN)         | AB                         |
| 146                        | Amalie Lutro (NOR)              | 42e                        |

| AG Insurance-Soudal Quick-Step AGS | AG Insurance-Soudal Quick-Step AGS | AG Insurance-Soudal Quick-Step AGS |
| ---------------------------------- | ---------------------------------- | ---------------------------------- |
| Num                                | Coureuse                           | Pos                                |
| 151                                | Maaike Boogaard (NED)              | AB                                 |
| 152                                | Julia Borgström (SWE)              | 36e                                |
| 153                                | Lotta Henttala (FIN)               | 6e                                 |
| 154                                | Romy Kasper (GER)                  | AB                                 |
| 155                                | Ilse Pluimers (NED)                | AB                                 |
| 156                                | Maud Rijnbeek (NED)                | 30e                                |

| Bizkaia-Durango BDP | Bizkaia-Durango BDP         | Bizkaia-Durango BDP |
| ------------------- | --------------------------- | ------------------- |
| Num                 | Coureuse                    | Pos                 |
| 161                 | Carolina Esteban (ESP)      |                     |
| 162                 | Beatriz Pereira (POR)       | AB                  |
| 163                 | Ana Vitória Magalhães (BRA) | AB                  |
| 164                 | Eukene Larrarte (ESP)       | AB                  |
| 165                 | Sofía Rodríguez (ESP)       | AB                  |
| 166                 | Catalina Soto (CHI) (route) | AB                  |

| Ceratizit-WNT Pro Cycling WNT | Ceratizit-WNT Pro Cycling WNT | Ceratizit-WNT Pro Cycling WNT |
| ----------------------------- | ----------------------------- | ----------------------------- |
| Num                           | Coureuse                      | Pos                           |
| 171                           | Sandra Alonso (ESP)           | AB                            |
| 172                           | Kathrin Schweinberger (AUT)   | AB                            |
| 173                           | Arianna Fidanza (ITA)         | 14e                           |
| 174                           | Marta Lach (POL)              | 17e                           |
| 175                           | Martina Fidanza (ITA)         | AB                            |
| 176                           | Lea Lin Teutenberg (GER)      | 43e                           |

| GT Krush Rebellease BPC | GT Krush Rebellease BPC      | GT Krush Rebellease BPC |
| ----------------------- | ---------------------------- | ----------------------- |
| Num                     | Coureuse                     | Pos                     |
| 181                     | Britt de Grave (NED)         | AB                      |
| 182                     | Clara Lundmark (SWE)         | 24e                     |
| 183                     | Anneke Dijkstra (NED)        | 21e                     |
| 184                     | Anniek Mos (NED)             | 58e                     |
| 185                     | Meike Uiterwijk Winkel (NED) | AB                      |
| 186                     | Lieke van Zeelst (NED)       | 57e                     |

| Parkhotel Valkenburg PHV | Parkhotel Valkenburg PHV   | Parkhotel Valkenburg PHV |
| ------------------------ | -------------------------- | ------------------------ |
| Num                      | Coureuse                   | Pos                      |
| 191                      | Pien Limpens (NED)         | 72e                      |
| 192                      | Lieke Nooijen (NED)        | 59e                      |
| 193                      | Rosalie Van der Wolf (NED) | 60e                      |
| 194                      | Kirstie van Haaften (NED)  | AB                       |
| 195                      | Sofie van Rooijen (NED)    | 52e                      |
| 196                      | Marith Vanhove (BEL)       | 40e                      |

| Zaaf Cycling Team ZAF | Zaaf Cycling Team ZAF             | Zaaf Cycling Team ZAF |
| --------------------- | --------------------------------- | --------------------- |
| Num                   | Coureuse                          | Pos                   |
| 201                   | Heidi Franz (USA)                 | 62e                   |
| 202                   | Audrey Cordon-Ragot (FRA) (route) | AB                    |
| 203                   | Elizabeth Stannard (AUS)          | 44e                   |
| 205                   | Mareille Meijering (NED)          | AB                    |
| 206                   | Emanuela Zanetti (ITA)            | AB                    |